# 大阪学院大学高等学校
大阪学院大学高等学校（おおさかがくいんだいがくこうとうがっこう）は、大阪府吹田市岸部南にある私立高等学校。1958年に設置された。

## 沿革
- 1940年 - 関西簿記研究所創設
- 1953年 - 準学校法人関西経済学院認可
- 1958年 - 学校法人関西経済学院に組織変更（大阪府知事より設置認可）（学校教育法第4条）
- 1959年 - 関西経済学院商業高等学校（男女共学）開校
- 1962年 - 関西経済学院高等学校と改称
- 1963年 - 大阪学院大学高等学校と改称
- 1964年 - 学校法人関西経済学院を学校法人大阪学院大学に名称変更
- 1971年9月 - 女子の募集を停止
- 1974年4月 - 吹田市岸部南の大阪学院大学内の校舎から吹田市南正雀に校舎を移転
- 2000年 - 国際情報コース（共学）設置、男女共学化
- 2002年 - クラブ棟 完成
- 2003年 - 文理特進コース（男子）、スポーツサイエンスコース（男子）設置
- 2005年 - 情報デザインコース（共学）新設
- 2006年 - 文理特進コースを特進コース、国際情報コースを国際コース、スポーツサイエンスコースをスポーツ科学コース、情報デザインコースを情報コースに名称変更
- 2007年 - 普通コース、特進コースを男女共学化。
- 2012年 - スポーツ科学コースを男女共学化、情報コースの生徒募集を停止
- 2020年 - 吹田市南正雀の校舎から吹田市岸部南の新校舎に移転

## 設置学科・コース
- 普通科
  - 普通コース
  - 特進コース
  - 国際コース
  - スポーツ科学コース

## 部活動
- アメリカンフットボール、硬式野球、男子バスケットボール、チアリーダー、ゴルフ、ラグビー、サッカー、女子テニス、剣道、ハンドボール、女子バレーボールが強化クラブに指定されている。
- 硬式野球部が1996年春（第68回）に甲子園大会初出場し、ベスト8。近年だとバスケ部、ゴルフ部、女子テニス部、チアリーダー部が全国大会に出場している。
- 2010年 - 男子ゴルフ部が、第31回全国高等学校ゴルフ選手権大会にて優勝[1]。
- サッカー部は2016年のインターハイに初出場しベスト16入りを果たすも、8月7日に行われた高校サッカー選手権大阪予選の開会式の日程を勘違いしたために出席できなくなり、シード校として5回戦から出場する予定だった予選も棄権扱いとなった。インターネットなどでは、この措置に対し賛否両論の意見が出ている[2]。

## 著名な出身者
- 江夏豊（元プロ野球選手）
- 筒井良紀（元プロ野球選手）
- 金子丈（元プロ野球選手）
- 石櫃洋祐（元プロサッカー選手）
- 浜崎拓磨（プロサッカー選手、松本山雅FC）
- 山見大登（プロサッカー選手、ガンバ大阪）
- 楢崎克之（フットサル選手、フエルテ大阪）
- マイティ井上（元プロレスラー、元レフェリー）
- 木下誠（プロバスケットボール選手）
- 綱井勇介（プロバスケットボール選手）
- 吉井裕鷹（プロバスケットボール選手）
- 山田雅人（お笑いタレント、俳優）
- 友池さん（お笑い芸人）
- 森川眞行（WEBデザイナー）
- 久保山知洋（俳優）
- 信江勇（女優）
- 宮川大好（ものまね芸人）
- 山本幸一（大阪国際大学准教授、教育者）
- 高野勝正（フリーアナウンサー）
- 藤原丈一郎[3]（歌手、なにわ男子）
- 川﨑春花（プロゴルファー）
- 寺岡沙弥香（プロゴルファー）

## アクセス
- JR京都線（東海道線）岸辺駅 徒歩2分
- 阪急京都本線正雀駅 徒歩7分